# Redningsbåd
Redningsbåde kan deles op i to kategorier:
1. Redningsbåde, Search and rescue, der anvendes fra land, fra en kystredningsstation eller fra en havn, for at undsætte nødstedte skibe.
2. Redningsbåde der anvendes fra det nødstedte skib, disse sidstnævnte kaldes ofte for redningsflåde og er da oppustelige gummibåde.

## Den danske udvikling indenfor landbaserede redningsbåde

### Tidlige redningsbåde
I 1857 godkendte staten en type redningsbåd, som blev anvendt i mere end 100 år.
Redningsbådene anvendes, når et skib var strandet så langt fra land, at raketapparatet ikke kunne anvendes. De var næsten af samme type, men noget forskellig i størrelse, alt efter båden, om båden skulle sættes ud fra stranden eller havde en havn som basis. Indtil omkring 1914 har der været anvendt robåde, der for de størres vedkommende havde sejl til hjælp; men derefter blev bådene bygget med forbrændingsmotor, dog som regel med bibehold af årer eller sejl. De almindelige fordringer, der må stilles til en redningsbåd, er, at den må være meget stærk, sødygtig, synkefri og rummelig, have ringe dybgående og for kystbådenes vedkommende ikke være sværere, end at de kan transporteres på vogn.
De danske redningsbåde før 1914 var konstrueret og bygget på Orlogsværftet i København. De var klinkbyggede af eg og elm med høj stævn og stor bredde, men ringe dybde. De var forsynet med et vandtæt dæk, og under dette samt i enderne og på siderne er anbragt vandtætte kobberkasser, der sammen med et tykt korkbælte rundt om bådens essing giver båden tilstrækkelig opdrift. Ved hjælp af ventiler i bunden og på siderne er den gjort selvlænsende, idet ventilerne åbnedes udefter, når båden løftes af søerne, så vandet kan løbe ud, medens de lukkes, når båden sænkes ned i søen, endvidere findes en pumpe til lænsning. Rorfladen kunne forstørres ved en kvadrant, og i de større både haves sænkekøle. Den almindelige robådstype havde dimensionerne (L×B×D) 9,4 m × 2,5 m × 0,2 m. Som tom vejede den 600 kg og fuldt udrustet ca. 1725 kg og transporteredes på en transportvogn trukket af 6-8 heste til strandingsstedet. Besætningen var 12 mand. Den større type, der anvendtes fra havn, vejede ca. 6 tons og havde 14 mands besætning og kunne medtage ca. 30 nødstedte.

### De første redningsmotorbåde
De første redningsmotorbåde var næsten af samme konstruktion som robådene. Skruen vandrede i en i båden indbygget tunnel, så den ikke kunne beskadiges af vragstumper eller komme til at beskadige folk, der lå i vandet. I Danmark anvendtes to størrelser af, hvilke den mindste kunne udsættes fra stranden og transporteres på vogn. Den første blev bygget 1914 på Orlogsværftet og blev stationeret i Skagen med dimensionerne (L×B×D) 12,2 m × 3,78 m × 0,8 m. Den vejede fuldt udrustet 9,6 tons; besætningen var 14 mand; motoren er en 40 hk motor, der gav båden en fart på 7 knob. Den var rigget med to master med sejl. Båden til udsætning fra stranden var en 10,2 m båd med en 12 hk benzinmotor, der gav båden en fart på ca. 5½ knob. Den vejede 3,2 tons og havde et dybgående på 0,4 m. Til anbringelse af båden på transportvognen anvendtes en mindre kran. Besætningen var stor, nemlig 14 mand, af hensyn til bådens ud- og indsætning. I 1916 fik Klitmøller en motorredningsbåd og i 1920 fik Vorupør en.
Motorredningsbådene var i starten åbne, men blev med tiden ombygget på Orlogsværftet til dæksbåde. Ved et sammenarbejde mellem redningsmændene og værftet blev bådene videreudviklet og fik bl.a. større motor og radioanlæg.

### MRB 34 og 35
I 1965 startede et udviklingsarbejde med en ny type motorredningsbåd til anvendelse fra havnene på den jyske vestkyst og Skagerrakkysten. I dette arbejde deltog redningsvæsenet og redningsfolk, konstruktionsarbejde, beregninger og modelforsøg i prøvetank blev udført af skibskonstruktionsfirmaet Knud E. Hansen, København, med godkendelse af Orlogsværftet. Resultatet blev MRB 34, som blev bygget på Rømø Bådværft A/S den var færdig i 1969 og blev placeret i Hvide Sande. Næste båd blev MRB 35, som blev bygget i Rantzausminde i 1973 og stationeret i Thyborøn. Begge både er selvoprettende og blev før levering testet ved at de blev trukket helt rundt hvorpå de selv rejste sig på ret køl. Begge både har vist sig at kunne klare sig i selv meget hårdt vejr.

### RF 2's forlis i Hirtshals 1981
Den 1. dec. 1981 forliste redningsbåden RF 2 fra redningsstationen i Hirtshals under et forsøg på at komme kutteren Hanne Dorthe til undsætning. Vejret var yderst dårligt med storm fra vest og op til seks meter høje bølger. Herunder mistede ni mennesker livet, idet hele redningsfartøjets besætning på seks mand omkom og de tre fiskere fra Hanne Dorthe. Fra havnemolen kunne man iagttage, at redningsfartøjet, da det kom klar af molen, krængede over og sank i brændingen uden for havnen.
En haverikommission fastslog efterfølgende, at redningsfolkene, selv var skyld i forliset bl.a. fordi en vandtæt luge mellem styrhus og kabine ikke var lukket, og fordi noget grej havde blokeret roret. Det blev dog senere dementeret.
 Tekst mangler, hjælp os med at skrive teksten

### Emile Robin og Martha Lerche
I 1982 startede et udviklingsarbejde på basis af erfaringerne med MRB 34 og 35 og med baggrund i undersøgelseskommissionens rapport om RF 2's forlis, rapporten indeholdt forslag til forbedringer af fremtiden redningsbåde. Det blev en lang proces at udvikle de nye både. ”Emile Robin” blev bygget på Nordsøværftet i Ringkøbing og i januar 1989 blev hun krængningsprøvet i Esbjerg Havn. Sommeren 1989 var søsterskibet, ”Martha Lerche” klar til levering. ”Emile Robin” er fast stationeret ved Redningsstationen i Hvide Sande og ” Martha Lerche” i Thyborøn. MRB 35, den sidste danskbyggede redningsbåd af træ, kom i 1992 til Thorsminde, MRB 34 er på Anholt.

#### Redningsvæsenets velgører
Redningsbåden, ”Emile Robin”, er navngivet efter den parisiske storkøbmand Emile Robin, filantrop, cognacfabrikant og vicepræsident i den franske velgørende sammenslutning La Société Centrale de Sauvetage des Naufragés (Selskabet for skibbrudnes redning). Han står som den mest betydningsfulde velgører i Det danske Redningsvæsens 150-årige historie.

## Skibsbårne redningsbåde
Tekst mangler, hjælp os med at skrive teksten